# Korea
Korea (kor. 조선 Chosŏn, 한국 Han'guk, chiń. 朝鲜 Cháoxiǎn) – kraina historyczna na Półwyspie Koreańskim we wschodniej Azji; obszar zamieszkany przez jednolitą grupę etniczną – Koreańczyków.
Po zakończeniu II wojny światowej, w 1945 roku, podzielona na dwa państwa: Koreę Południową (Republika Korei) i Koreę Północną (Koreańska Republika Ludowo-Demokratyczna). Od 1948 do 1950 roku, kiedy wybuchła wojna koreańska granica pomiędzy obydwoma państwami koreańskimi przebiegała dokładnie przez równoleżnik 38°, jednak od 1953 roku granica ta uległa zmianom.
Dla reprezentowania „Korei”, czyli połączonej reprezentacji obu państw koreańskich, na międzynarodowych zawodach sportowych (np. na Zimowych Igrzyskach Olimpijskich w 2018 roku), często używana jest Flaga Zjednoczenia, niebędąca jednak oficjalną flagą żadnego z krajów.

## Wprowadzenie do historii Korei
Archeologiczne i paleontologiczne dowody wskazują, że ludzie żyli już na terenach dzisiejszej Korei 70 000 lat temu, a 2,5 miliona lat temu przodkowie człowieka. Przez większą część poprzedniego tysiąclecia Korea była politycznie jednym państwem z własnym językiem.
W IV oraz V w. p.n.e. istniało państwo Go-Joseon, pokonane w 108 p.n.e. przez chińską dynastię Han. Po tym okresie, w I w. p.n.e., powstały trzy niezależne królestwa – Goguryeo, Baekje i Silla. Powstanie ich rozpoczęło nowy okres Trzech Królestw Korei, który sporo wniósł dla rozwoju kultury koreańskiej oraz japońskiej.
W dawnych tekstach chińskich Korea nazywana jest Kumsu Kangsan, co oznacza dosłownie „rzeka i góry wyszyte na jedwabiu”. Chińczycy wcześnie docenili umiejętności Koreańczyków w produkcji najlepszego jedwabiu na świecie. W wieku VII oraz VIII istniały wodne i lądowe szlaki handlowe z Korei do krajów arabskich. Od roku 751 do sporządzania zapisów używano w Korei drewnianych bloków. W roku 1232, na długo przed wynalazkiem Gutenberga, po raz pierwszy zastosowano metalowe ruchome czcionki do publikacji tekstów. Podczas okresu Goryeo (918–1392 r. n.e.) przemysł jedwabniczy rozpowszechnił się na całym obszarze Korei, a wyroby ceramiczne zrobione z kolorowego szkliwa (zwanego celadonem) stały się koreańską specjalnością. Gwałtowny wzrost kultury w okresie Joseon (1392-1897 r.) spowodowany był rozpowszechnianiem się kultury Chin z okresu dynastii Ming. W okresie tym rozwinęła się tradycyjna sztuka i rzemiosła, takie jak produkcja celadonu, jedwabiu, papieru, ubrań oraz wachlarzy. W okresie tym powstał także koreański alfabet, hangeul. Wybudowano także pierwszy na świecie pancerny okręt wojenny.
Między XVII a XIX wiekiem Korea pozostawała w zależności od Chin. Od 1895 niepodległa (od 1897 jako Cesarstwo Koreańskie), od 1910 – pod władzą Japonii. W 1945 podzielona na radziecką i amerykańską strefę okupacyjną.
Obecnie Korea podzielona jest na dwa państwa: Republikę Korei oraz Koreańską Republikę Ludowo-Demokratyczną.
Korea Północna oficjalnie propaguje politykę samowystarczalności (Dżucze), jednakże jest państwem zależnym od pomocy m.in. Chińskiej Republiki Ludowej, Federacji Rosyjskiej. Dla kontrastu, Korea Południowa, której gospodarka jest wolnorynkowa, jest jedenastym najlepiej rozwiniętym ekonomicznie krajem na świecie. Oba kraje twierdzą, że starają się doprowadzić do zjednoczenia całego Półwyspu Koreańskiego. Każde jednak chce wprowadzić na terenie całego półwyspu swoją ideologię i system polityczny. Istniały też próby zjednoczenia obu państw jako federacji z zachowaniem oddzielnych rządów oraz systemów politycznych i gospodarczych.

## Zjednoczenie Korei

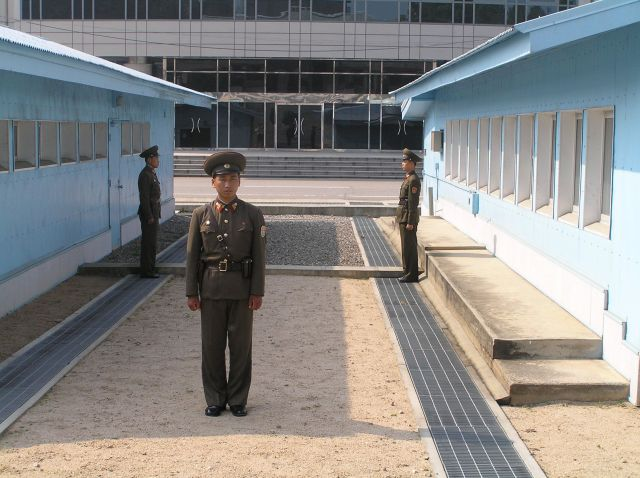
Strefa zdemilitaryzowana w Korei od strony Korei Północnej

Państwa koreańskie przeprowadziły szereg rozmów na temat zjednoczenia. Jednak, głównie ze względu na różnice ideologiczne i polityczne, żadna z nich nie przyniosła rozwiązania. W świadomości Koreańczyków jednakże nie ginie myśl o kulturowej i narodowej bliskości obu państw, a wiele rodzin podzielonych jest sztuczną granicą. Należy zauważyć, że od czasu formalnego zakończenia wojny koreańskiej w 1953 roku obie Koree nie podpisały traktatu pokojowego, a więc oficjalnie są jeszcze w stanie wojny.

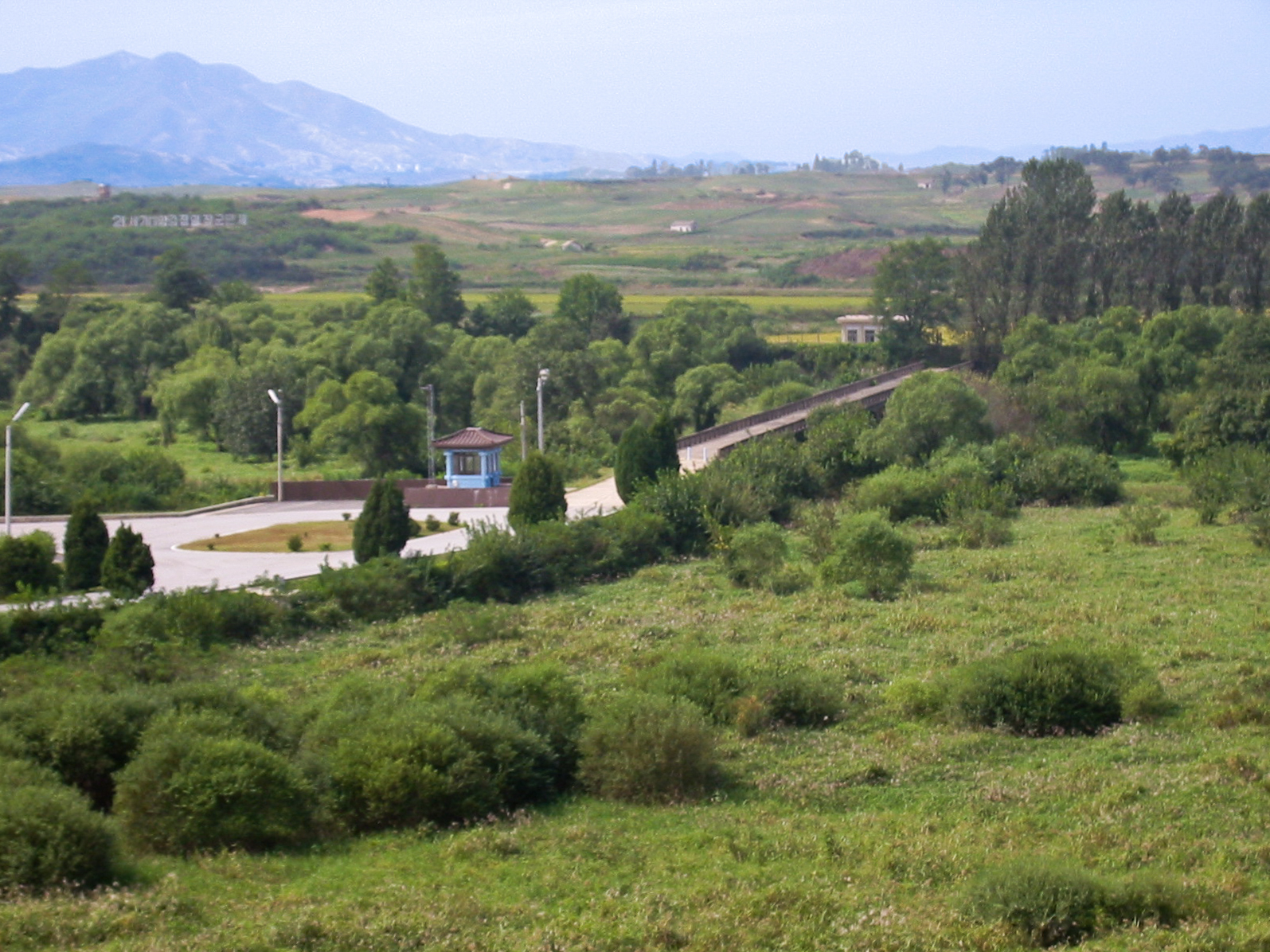
„Most bez powrotu” w Panmundżom (granica pomiędzy obiema Koreami)

Przeszkodą w ponownym zjednoczeniu może być także strach samych Koreańczyków przed potencjalnymi problemami, jakie mogą z tego wyniknąć. Obie Koree rozwijają się niezależnie, toteż ich gospodarka znajduje się na innym poziomie. W porównaniu do podobnego zjednoczenia Niemiec zauważyć należy, że gospodarka Korei Północnej jest na znacznie gorszym poziomie niż we wschodnioniemieckim odpowiedniku. Kulturowo oba kraje także zaczynają się różnić, jednakże starokoreańskie tradycje i kultura są powszechnie znane.
W 1991 roku na zawodach w tenisie stołowym w Chiba w Japonii drużyny narodowe obu Korei wystąpiły jako jedna drużyna Korei. W roku 2000 na Igrzyskach Olimpijskich w Sydney oraz w 2004 w Atenach, jak również na Zimowych Igrzyskach Olimpijskich w Pjongczangu w 2018 drużyny południowo- i północnokoreańska wystąpiły na rozpoczęciu pod wspólną flagą. Planowane było całkowite połączenie obu drużyn na Igrzyskach w Pekinie, jednak do tego nie doszło.

## Tradycje
Więzy rodzinne odgrywają olbrzymią rolę w relacjach rodzinnych, a także biznesowych. Kłanianie się jest ciągle dominującym sposobem witania się, choć podawanie ręki zdobywa coraz większą popularność. Tradycyjny koreański system wartości wywodzi się od konfucjanizmu, neokonfucjanizmu, buddyzmu, poszanowania przodków, a także, szczególnie ostatnimi czasy, chrześcijaństwa. Kuchnia koreańska, dzięki stosowaniu ostrych papryczek chilli, jest bardzo pikantna. Stałym elementem koreańskich posiłków jest kimchi oraz typowy dla kuchni azjatyckiej ryż.
Korea jest znana na świecie także dzięki sztukom walki. Z tego państwa wywodzą się takie style, jak hapkido, hwarangdo, taekkyon, taekwondo i tukong musul.

## Nazwy
W języku koreańskim Korea zwana jest „Hanguk” (한국; 韓國) w Korei Południowej, a „Joseon” (조선; 朝鮮) w Północnej. Każda z tych nazw dotyczy także obszaru, na którym jest używana. Nazwa „Korea” lub czasami „Corea” (obie wywodzące się z Goryeo (고려; 高麗)) jest neutralną nazwą używaną w odniesieniu do obu państw. Chińskie znaki 高麗 w Chinach wymawiane są jako Gāolì, co Marco Polo zapisał jako Cauli.

## Demografia
Półwysep Koreański zamieszkany jest głównie przez Koreańczyków. Mieszka tam także niewielka liczba Chińczyków (około 20 000) w Korei Południowej i niewielkie grupy Chińczyków i Japończyków w Korei Północnej. Liczbę mieszkańców obu Korei szacuje się na 77 milionów ludzi.

## Geografia

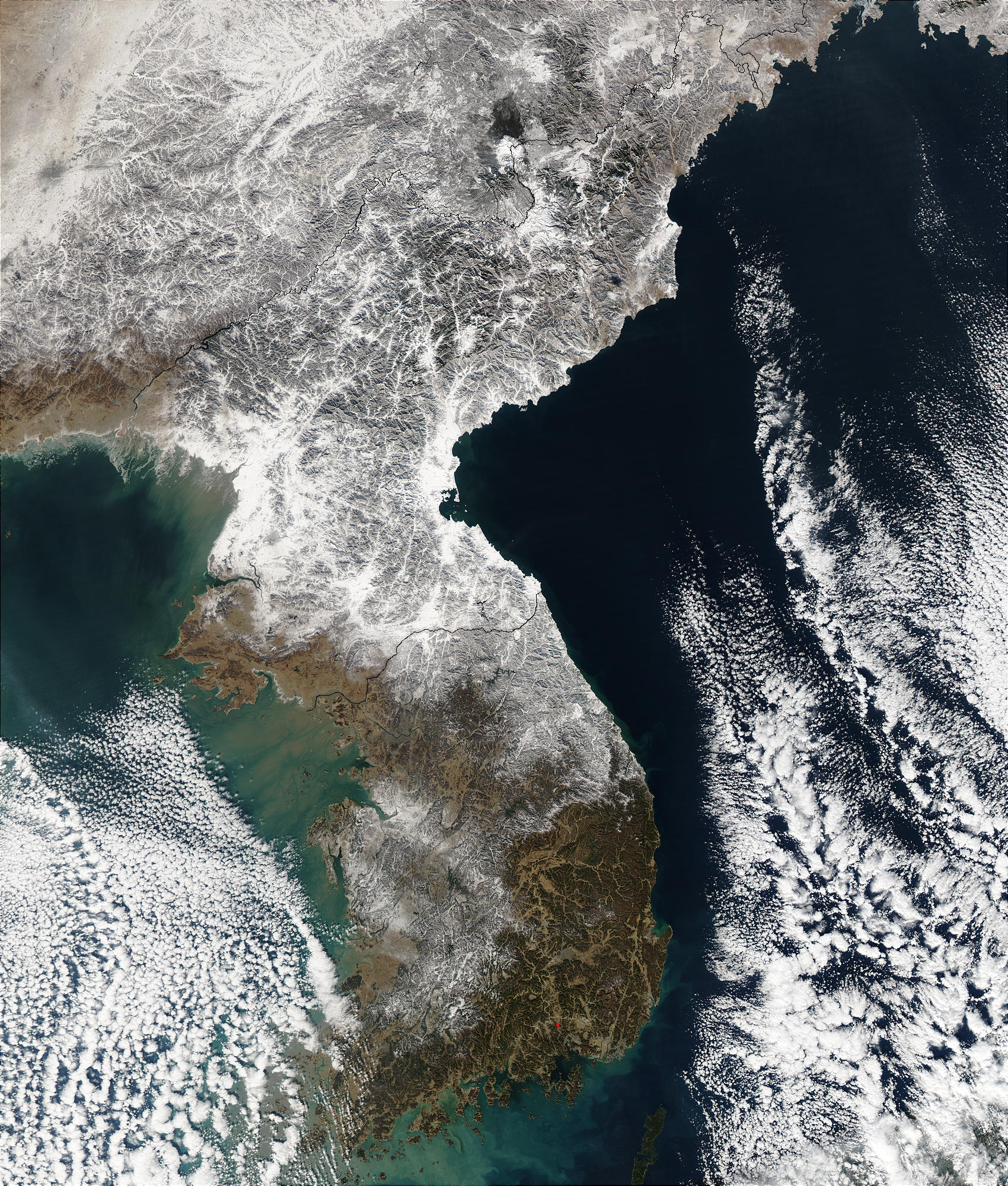
Półwysep Koreański widziany z satelity (2002)

Korea znajduje się na Półwyspie Koreańskim w północno-wschodniej Azji. Od Chin dzieli ją rzeka Jalu (kor. Amnok) na północy i Morze Żółte na zachodzie. Od Japonii Morze Japońskie na wschodzie. Korea ma także krótką granicę z Rosją wzdłuż rzeki Tuman.